# F-35闪电II战斗机使用国列表

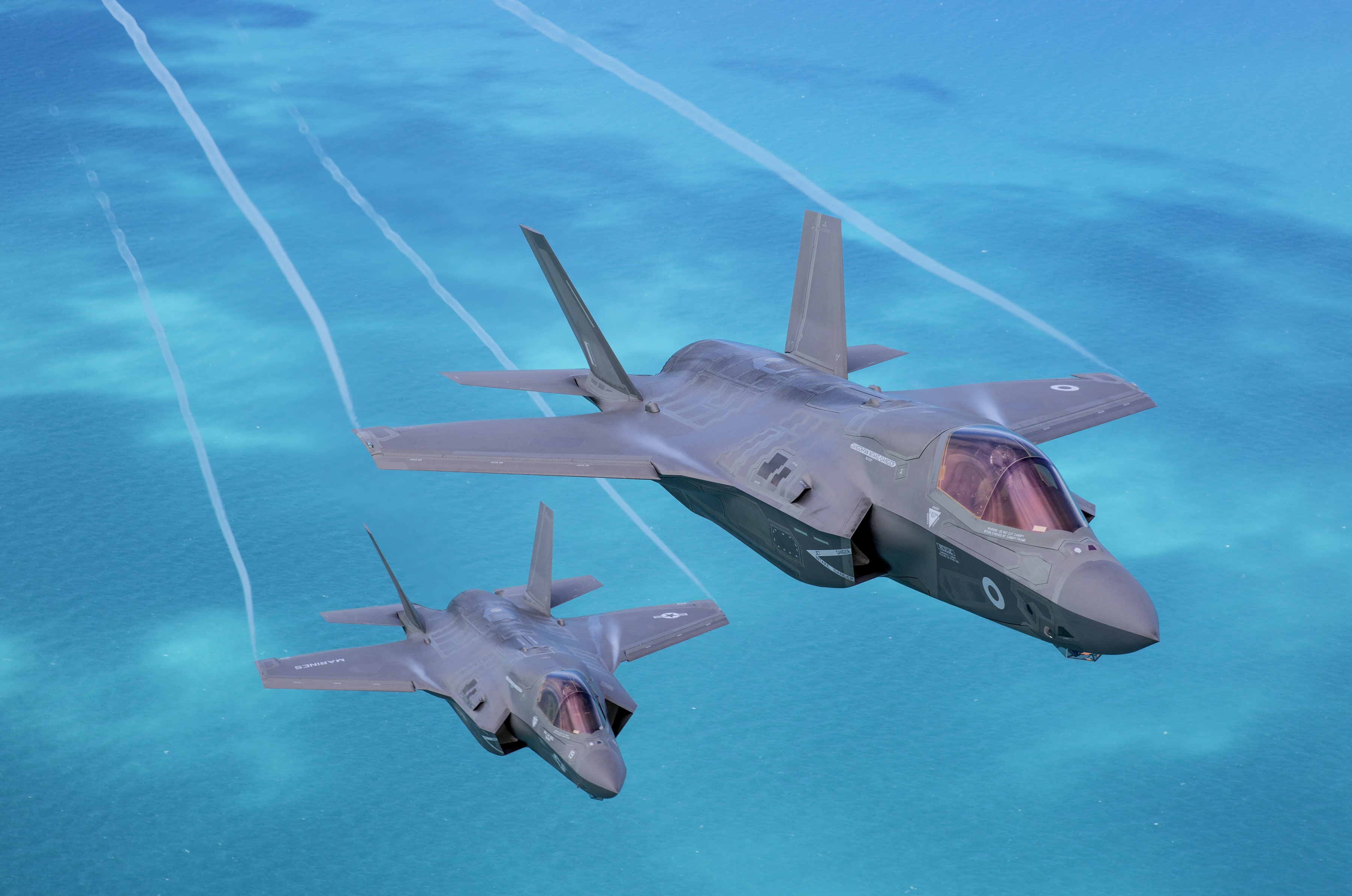
英国皇家空军（上）和美国海军陆战队（下）的F-35B在英格兰东部海域上空编队飞行

洛克希德·马丁公司生产的F-35閃電II戰鬥機为众多联合打击战斗机计划参与伙伴国家（如英国、意大利、挪威、澳大利亚等）采购，亦透过美国国防部的海外軍售项目为日本、韩国、以色列等国采购。本列表列出了全球范围F-35闪电II战斗机使用国及其运行部署简况。另外，列表也包括军购合同已经获得批准、计划接收交付的国家。

## 使用国

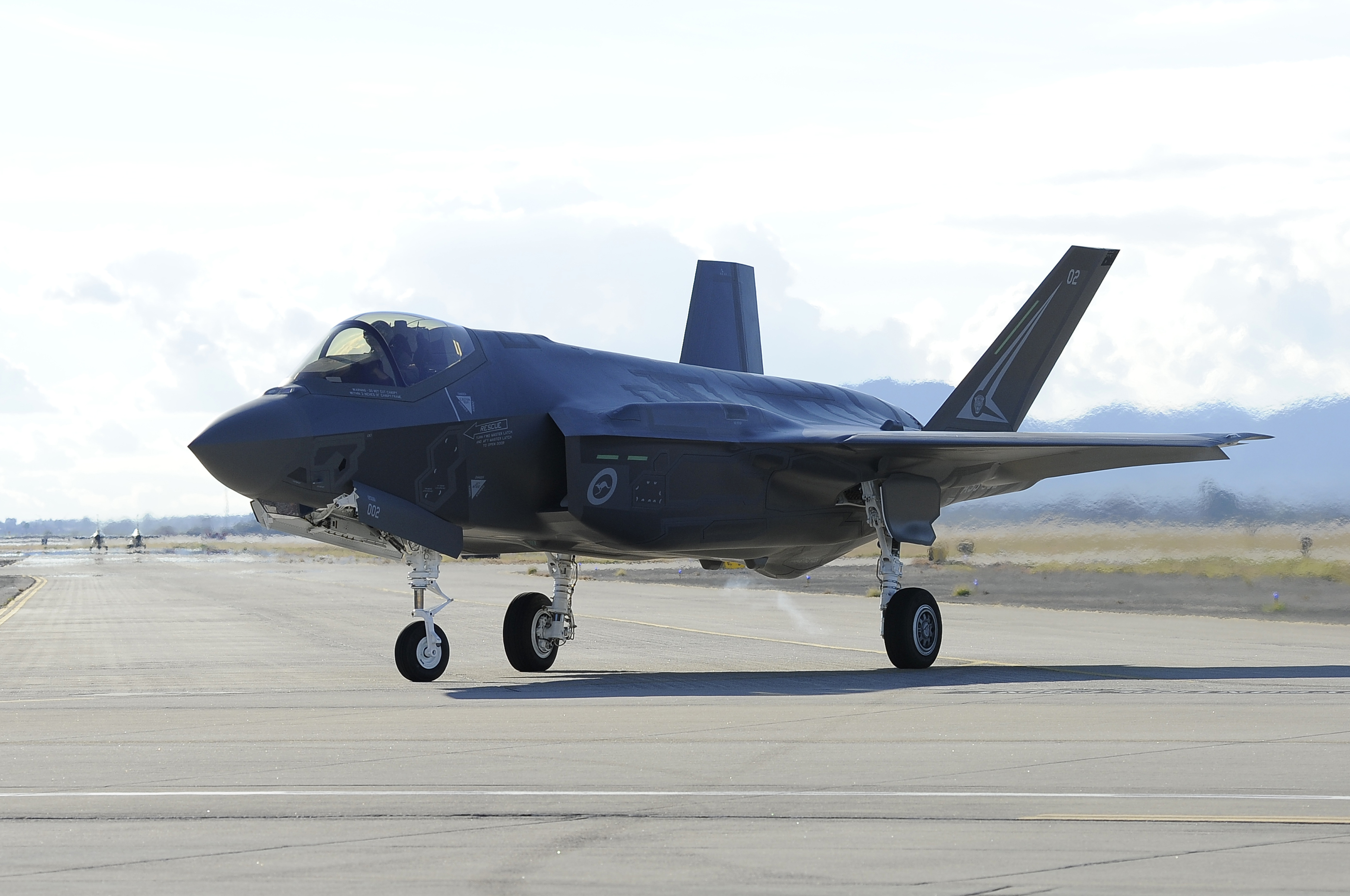
澳大利亚皇家空军于2014年12月接收的首批F-35A

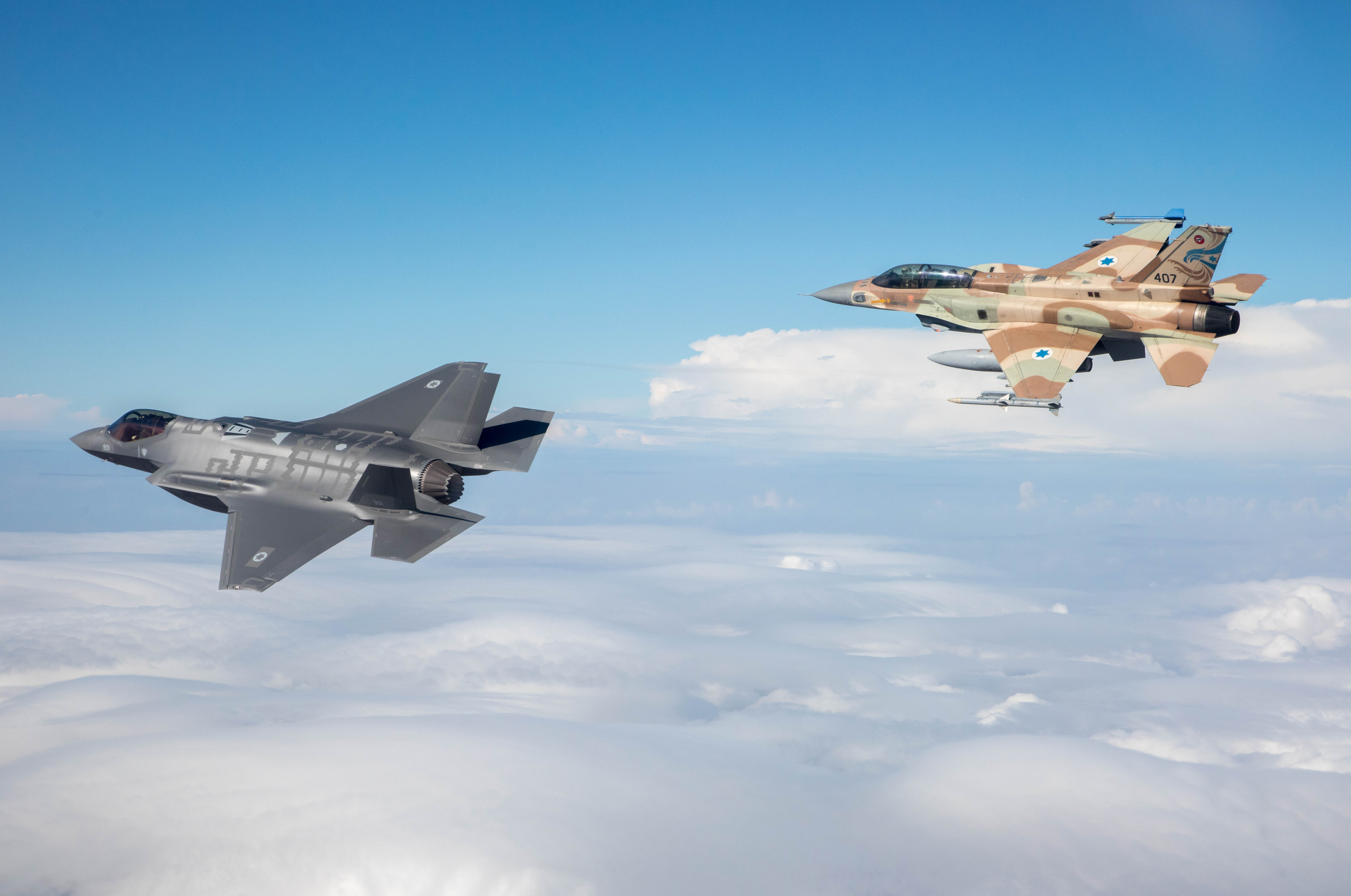
以色列空军的F-35I于2016年12月首次亮相，与F-16I編隊飞行

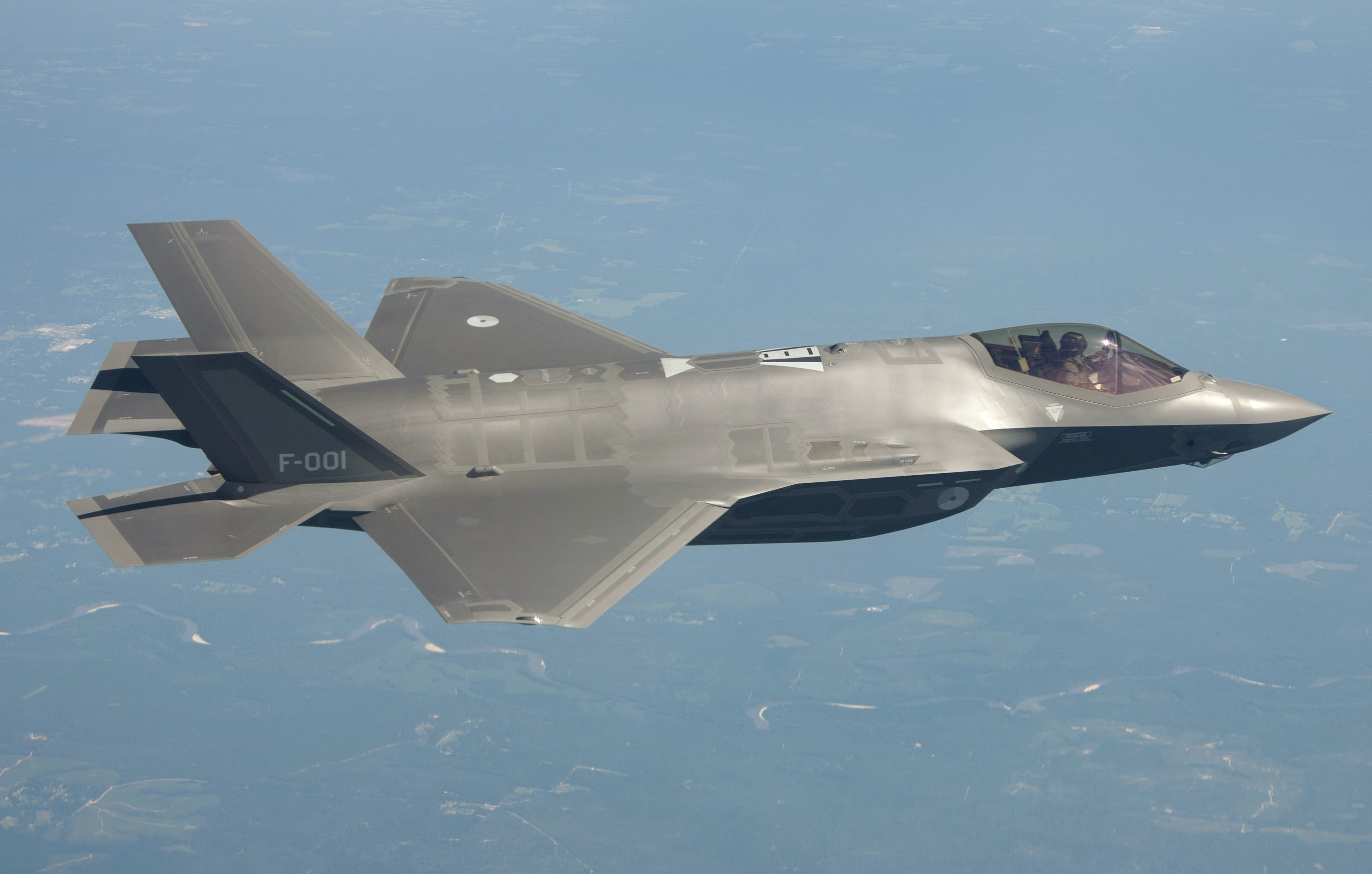
拍摄于2013年7月的荷兰空军F-35A

### F-35A
羅馬尼亞
- 罗马尼亚空军—32架[1]

 希腊
- 希腊空军—美國國會委員會已批准希臘採購多達40 架第5代 F-35 多用途戰機的要求[2]。

 捷克
- 捷克空軍—24架。於2023年6月29日獲美國國務院批准出售捷克24架F-35A戰機、彈藥與相關設備，金額估計達56.2億美元[3]。

- 澳洲皇家空軍 – 72架，含3架在美國供訓練[4]
  - 澳大利亚皇家空军威廉镇基地
    - 澳大利亚皇家空军第2运作转换单元（英语：No. 2 Operational Conversion Unit RAAF）[5]
    - 澳大利亚皇家空军第3中队（英语：No. 3 Squadron RAAF）[6][7]
    - 澳大利亚皇家空军第77中队（英语：No. 77 Squadron RAAF）[8]

  - 澳大利亚皇家空军安伯利基地
    - 尚未确定接收中队[9]

  - 澳大利亚皇家空军廷德尔基地
    - 澳大利亚皇家空军第75中队（英语：No. 75 Squadron RAAF）[10]

 比利时
- 比利时空军 – 计划总共采购34架。[11][12]
  - 弗洛雷讷空军基地
    - 比利时空军第2战术联队（英语：2nd Tactical Wing）

  - 小布罗赫尔空军基地
    - 比利时空军第10战术联队（英语：10th Tactical Wing）

 加拿大
- 加拿大皇家空軍 – 计划总共采购88架。预计2026年开始首批交付，2029年首个中队达成初始作戰能力，2032年至2034年之间达完全作战能力。[13][14][15]

 丹麦
- 丹麥皇家空軍 – 计划总共采购27架。[16]首批四架交付于美国的路克空軍基地用于训练。预计2023年丹麦将在斯克吕斯楚普空军基地（英语：Skrydstrup Air Base）接收首批部署本土的战机，并在2027年达成完全作战能力。[17]

 芬兰
- 芬兰空军 – 计划总共采购64架。[18]
  - 罗瓦涅米空军基地（英语：Rovaniemi Air Base）
    - 芬兰空军第11中队（英语：No. 11 Squadron (Finland)）

  - 锡林耶尔维空军基地（英语：Rissala Air Base）
    - 芬兰空军第31中队（英语：No. 31 Squadron (Finland)）

 德国
- 德國聯邦國防軍空軍 – 计划总共采购35架[19]，預計所有飛機的中部機體將由萊茵金屬製造[20]。

 義大利
- 意大利空军 – 已交付17架，计划总共采购75架。[21]
  - 阿门多拉空军基地（英语：Amendola Air Base）
    - 意大利空军第32联队（英语：32nd Wing (Italy)）[22]

  - 盖迪空军基地（英语：Ghedi Air Base）
    - 意大利空军第60联队（计划）

 日本
- 航空自衛隊 – 38架达成初始作戰能力（其中1架损毁），计划总共采购105架。[23]其中38架由三菱重工业制造。[24][25][26]
  - 三泽基地
    - 日本航空自卫队第301飞行队（英语：301st Tactical Fighter Squadron (JASDF)）[27]
    - 日本航空自卫队第302飞行队（英语：302nd Tactical Fighter Squadron (JASDF)）[28]

 荷蘭
- 荷蘭皇家空軍 – 28架已交付并达成初始作戰能力，计划总共采购52架。[29][30][31]
  - 吕伐登空军基地
    - 荷兰皇家空军第322中队

  - 沃尔克尔空军基地（英语：Volkel Air Base）
    - 荷兰皇家空军第312中队（预计2023至2024年）
    - 荷兰皇家空军第313中队

 挪威
- 挪威皇家空军 – 10架部署于美国用于训练，24架交付挪威本土用于测试集成，计划总共采购52架。[32]2019年11月，挪威宣布达成初始作戰能力。预计于2025年达成完全作战能力。[33]
  - 奥兰德主航空站（英语：Ørland Main Air Station）
    - 挪威皇家空军第331中队（英语：No. 331 Squadron RAF）（预计2022年）
    - 挪威皇家空军第332中队（英语：No. 332 Squadron RAF）[34]

 波蘭
- 波兰空军 – 计划总共采购32架。[35]预计2024年开始交付。[36][37]

- 韓國空軍 – 40架已交付并形成作战能力，[38]计划总共采购60架。[39]
  - 清州空军基地 – 韩国空军第17战斗机联队[40]
    - 韩国空军第151战斗机中队[41]
    - 韩国空军第152战斗机中队[42]

 瑞士
- 瑞士空軍 – 计划总共采购36架。预计2027年开始交付直到2030年。[43][44]

 美国
- 美国空军 – 计划总共采购1,763架。[29][45]

- -  美国空军空战司令部
    - 美国空军第53联队（英语：53d Wing）,埃格林空军基地（佛罗里达州）
      - 美国空军第31测试与评估中队（英语：31st Test and Evaluation Squadron）,爱德华兹空军基地（加利福尼亚州）[46]
      - 美国空军第422测试与评估中队（英语：422d Test and Evaluation Squadron）,内利斯空军基地（内华达州)[47]

    - 美国空军第57联队（英语：57th Wing）,内利斯空军基地（内华达州）
      - 美国空军第6武器中队（英语：6th Weapons Squadron）
      - 美国空军第65假想敌中队（英语：65th Aggressor Squadron）

    - 美国空军第325战斗机联队（英语：325th Fighter Wing）,廷德爾空軍基地（佛罗里达州）[48]
      - 美国空军第95战斗机中队（英语：95th Fighter Squadron）[49][50]

    - 美国空军第388战斗机联队（英语：388th Fighter Wing）,希尔空军基地（英语：Hill Air Force Base）（犹他州）
      - 美国空军第4战斗机中队（英语：4th Fighter Squadron）
      - 美国空军第34战斗机中队（英语：34th Fighter Squadron）[51]
      - 美国空军第421战斗机中队（英语：421st Fighter Squadron）

    - 美国空军第495战斗机群（英语：495th Fighter Group）,肖空军基地（英语：Shaw Air Force Base）（南卡罗来纳州）
      - 美国空军第315战斗机中队（英语：315th Fighter Squadron）,伯灵顿空军国民警卫队基地（英语：Burlington International Airport）（佛蒙特州）[52]
      - 美国空军第377战斗机中队（英语：377th Fighter Squadron）,丹尼利飞行场空军国民警卫队基地（英语：Montgomery Air National Guard Base）（阿拉巴马州）
      - 美国空军第378战斗机中队（英语：378th Fighter Squadron）,特鲁艾克斯空军国民警卫队基地（英语：Truax Field Air National Guard Base） （威斯康星州）

- - 美国空军教育训练司令部
    - 美国空军第33战斗机联队（英语：33d Fighter Wing）,埃格林空军基地（佛罗里达州）
      - 美国空军第57战斗机中队（英语：57th Fighter Squadron）,埃宾空军国民警卫队基地（英语：Ebbing Air National Guard Base）（阿肯色州）[53]
      - 美国空军第58战斗机中队（英语：58th Fighter Squadron）[54]
      - 美国空军第60战斗机中队（英语：60th Fighter Squadron）

    - 美国空军第56战斗机联队（英语：56th Fighter Wing）, 路克空軍基地（亚利桑那州）
      - 美国空军第61战斗机中队（英语：61st Fighter Squadron）[55]
      - 美国空军第62战斗机中队（英语：62d Fighter Squadron）[56]
      - 美国空军第63战斗机中队（英语：63d Fighter Squadron）[57]
      - 美国空军第308战斗机中队（英语：308th Fighter Squadron）[58]
      - 美国空军第310战斗机中队（英语：310th Fighter Squadron）[59]
      - 美国空军第312战斗机中队（英语：312th Fighter Squadron）

- - 美国空军预备役司令部
    - 美国空军第301战斗机联队（英语：301st Fighter Wing）
      - 美国空军第457战斗机中队（英语：457th Fighter Squadron）[60]

    - 美国空军第419战斗机联队（英语：419th Fighter Wing）,希尔空军基地（英语：Hill Air Force Base）（犹他州）
      - 美国空军第466战斗机中队（英语：466th Fighter Squadron）

- - 美国空军装备司令部
    - 美国空军第412测试联队（英语：412th Test Wing）,爱德华兹空军基地（加利福尼亚州）
      - 美国空军第461测试中队（英语：466th Flight Test Squadron）[61]

- - 美国空军国民警卫队
    - 美国空军第104战斗机联队（英语：104th Fighter Wing）,巴恩斯空军国民警卫队基地（英语：Westfield-Barnes Regional Airport）(马萨诸塞州)(预计2025年)[62][63]
      - 美国空军第131战斗机中队（英语：131st Fighter Squadron）

    - 美国空军第115战斗机联队（英语：115th Fighter Wing）,特鲁艾克斯空军国民警卫队基地（英语：Truax Field Air National Guard Base）（威斯康星州）[64][65]
      - 美国空军第176战斗机中队（英语：176th Fighter Squadron）

    - 美国空军第125战斗机联队（英语：125th Fighter Wing）,杰克逊维尔空军国民警卫队基地（英语：Jacksonville International Airport）（佛罗里达州）[66]
      - 美国空军第159战斗机中队（英语：159th Fighter Squadron）

    - 美国空军第158战斗机联队（英语：158th Fighter Wing），伯灵顿空军国民警卫队基地（英语：Burlington International Airport）（佛蒙特州）[67]
      - 美国空军第134战斗机中队（英语：134th Fighter Squadron）[68]

    - 美国空军第173战斗机联队（英语：173d Fighter Wing）伯灵顿空军国民警卫队基地（英语：Crater Lake–Klamath Regional Airport）(俄勒冈州)(预计2026年)[69][70]
      - 美国空军第114战斗机中队（英语：114th Fighter Squadron）

    - 美国空军第187战斗机联队（英语：187th Fighter Wing）,丹尼利飞行场空军国民警卫队基地（英语：Montgomery Air National Guard Base）（阿拉巴马州）[71]
      - 美国空军第100战斗机中队（英语：100th Fighter Squadron）

- - 美国太平洋空军
    - 美国空军第35战斗机联队（英语：35th Fighter Wing）,三泽空军基地（日本）（计划中）[72][73]
    - 美国空军第354战斗机联队（英语：354th Fighter Wing）,艾爾森空軍基地（阿拉斯加州）
      - 美国空军第355战斗机中队（英语：355th Fighter Squadron）
      - 美国空军第356战斗机中队（英语：356th Fighter Squadron）

- -  美国驻欧非空军
    - 美国空军第48战斗机联队（英语：48th Fighter Wing）, 雷肯希斯皇家空军基地：
      - 美国空军第439战斗机中队（英语：439d Fighter Squadron）
      - 美国空军第495战斗机中队（英语：495th Fighter Squadron）[74]

#### F-35I
以色列
- 以色列空军 – 截至2024年6月，共接收42架，总订购75架。[75] [76]
  - 内瓦蒂姆空军基地
    - 以色列空军第140中队（英语：140 Squadron (Israel)）[77][78]
    - 以色列空军第116中队（英语：116 Squadron (Israel)）[75][79]
    - 以色列空军第117中队（英语：117 Squadron (Israel)）[75]

  - 特拉诺夫空军基地（英语：Tel Nof Airbase）
    - 以色列空军第5601中队（英语：5601 Squadron (Israel)）[75]

### F-35B
義大利
- 意大利空军 – 计划总共采购15架。[21]
- 意大利海军 – 计划总共采购15架。[21]

 日本
- 航空自衛隊 – 计划总共采购42架。[80]
  - 新田原基地[81]

 新加坡

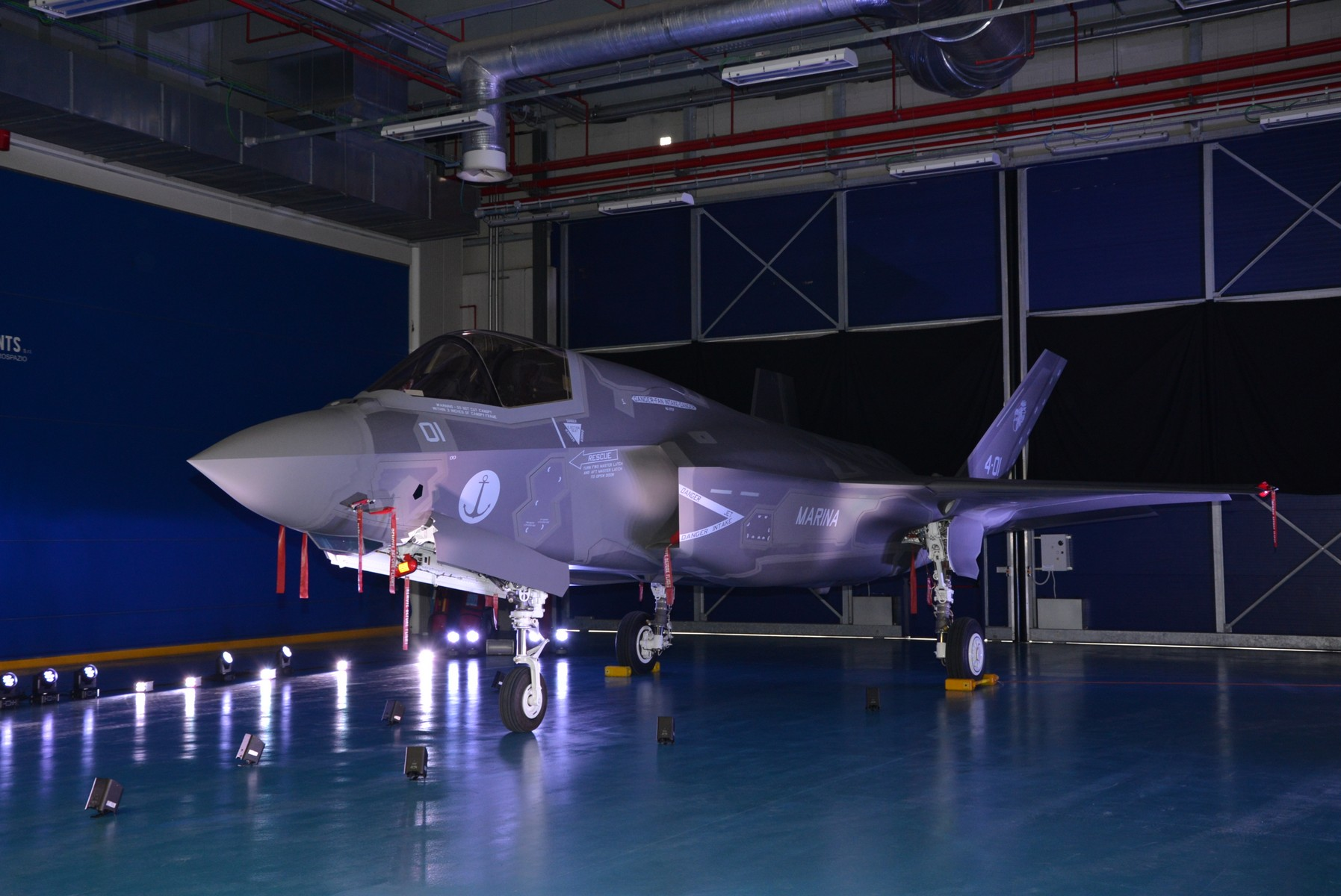
意大利空军的首架F-35B

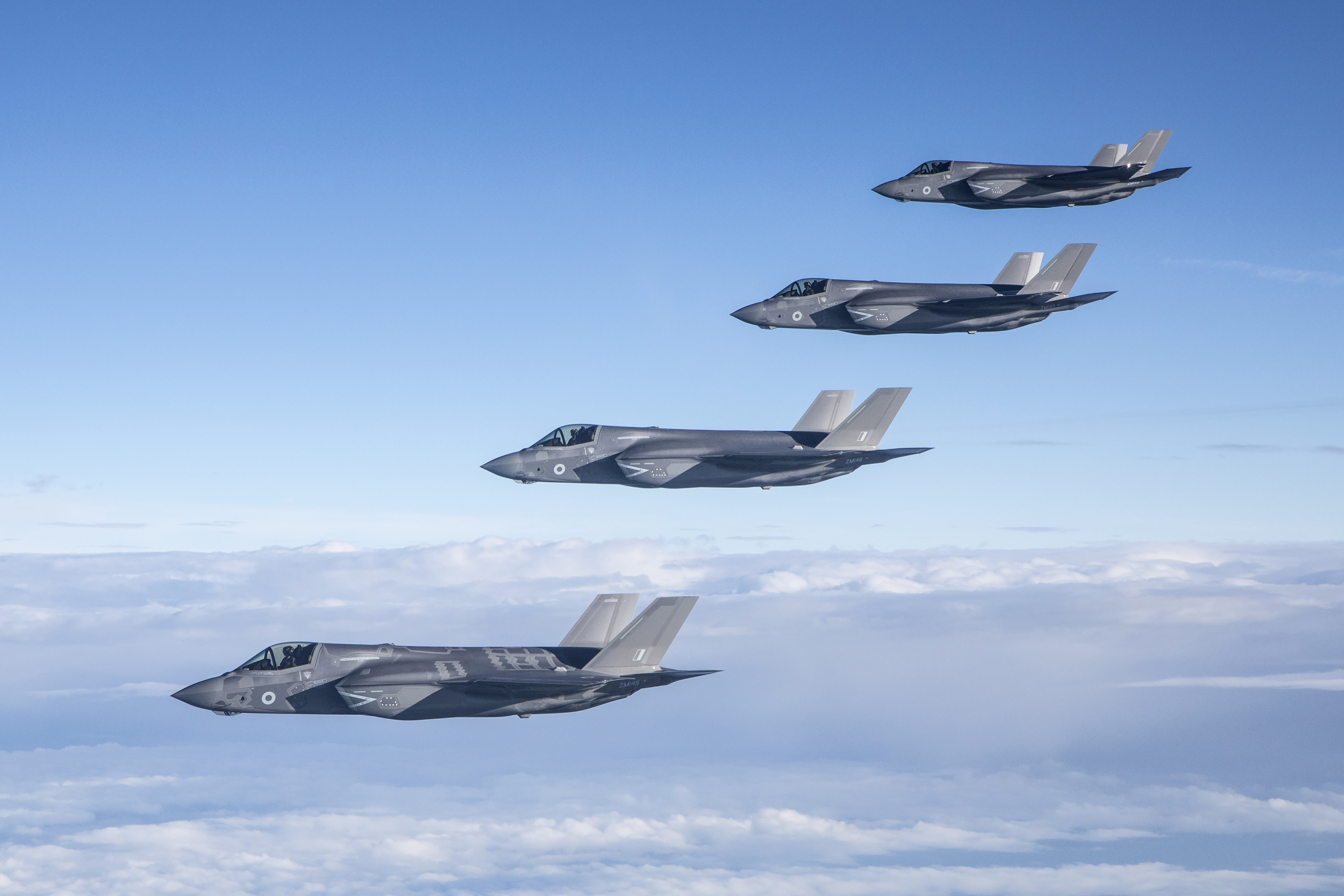
英国皇家空军的首批四架F-35B于2018年6月飞往交付目的地马汉姆皇家空军基地

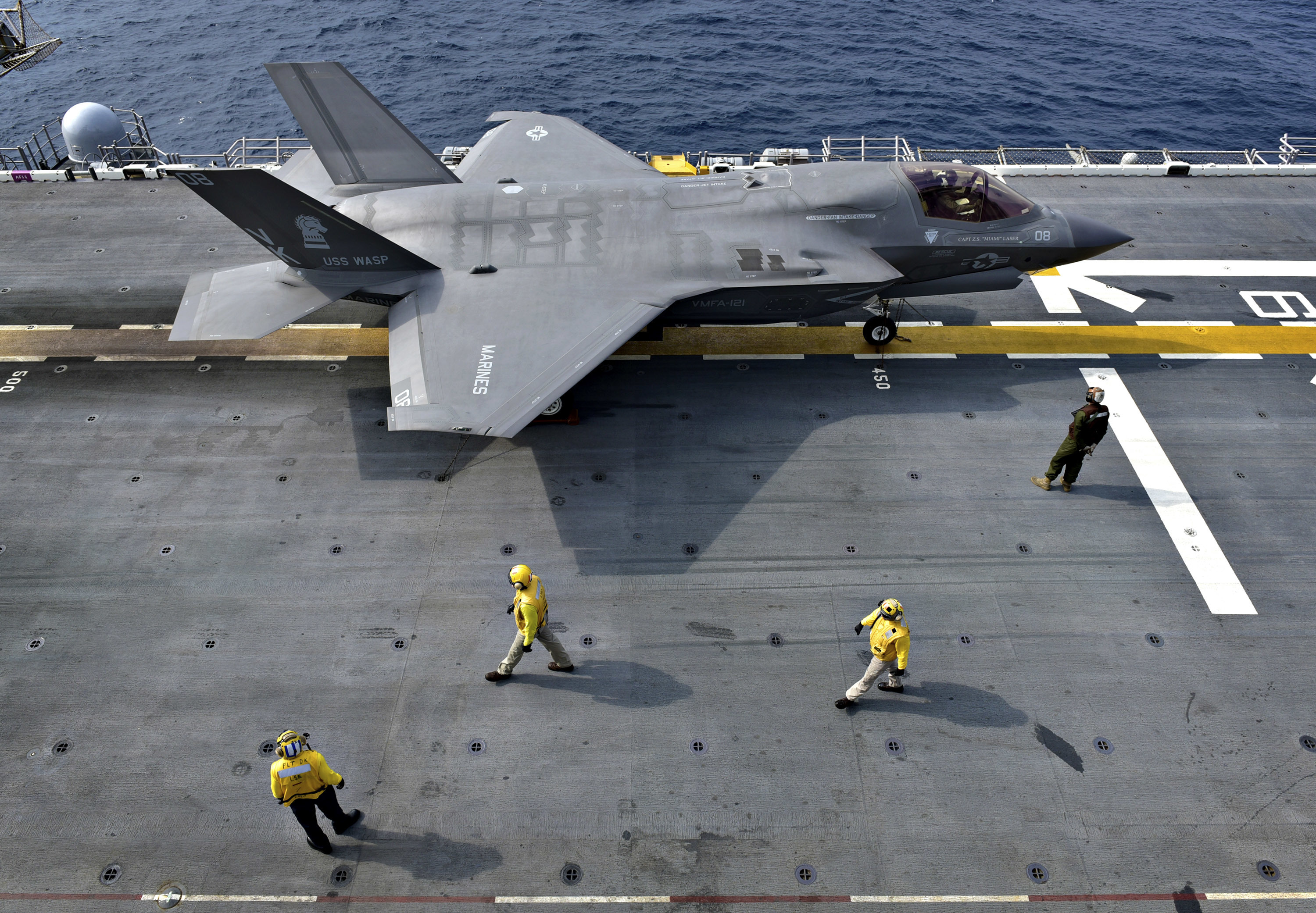
美国海军陆战队的F-35B停靠于黄蜂号两栖攻击舰上

- 新加坡共和国空军 – 计划总共采购12架。[82]

- 韓國海軍 – 计划总共采购20架。[83]

 英国
已接收27架，其中24架部署在英国本土（其中1架损毁），其余部署在美国用于测试和训练。预计2023年将总共接收42架（24架达成完全作战能力、18架用于训练）。原计划总共采购138架，后修订为60至80架。
- 英國皇家空軍
  -  爱德华兹空军基地（加利福尼亚州）
    - 英国皇家空军第17中队（英语：No. 17 Squadron RAF）（运作评估单元）[90][91]

  - 马汉姆皇家空军基地[92]
    - 英国皇家空军第207中队（英语：No. 207 Squadron RAF）（运作转换单元）[93][91]
    - 英国皇家空军第617中队（英语：No. 617 Squadron RAF）[91][85]
    - 其他尚未确定的中队[91][94]
- 英國皇家海軍
  - 马汉姆皇家空军基地
    - 英国皇家海军第809航空中队（英语：809 Naval Air Squadron）（预计2023年4月）[87][91][95]
    - 其他尚未确定的中队[91][94]

 美国
- 美国海军陆战队 – 计划总共采购340架。[96][97]
  - 爱德华兹空军基地
    - 美国海军陆战队第1运作测试评估中队（英语：VMX-1）[98]

  -  岩国海军陆战队航空基地
    - 美国海军陆战队第121战斗机攻击中队（英语：VMFA-121）[99]
    - 美国海军陆战队第242战斗机攻击中队

  - 尤马海军陆战队航空站（英语：MCAS Yuma）
    - 美国海军陆战队第123战斗机攻击中队（英语：VMFA-122）
    - 美国海军陆战队第211战斗机攻击中队（英语：VMFA-211）[100]
    - 美国海军陆战队第214战斗机攻击中队（英语：VMFA-214）
    - 美国海军陆战队第225战斗机攻击中队（英语：VMFA-225）

  - 博福特海军陆战队航空站（英语：MCAS Beaufort）
    - 美国海军陆战队第501战斗机攻击训练中队（英语：VMFAT-501）[101]
    - 美国海军陆战队第533战斗机攻击中队（英语：VMFA-533）

  - 樱桃角航空站（英语：Marine Corps Air Station Cherry Point）
    - 美国海军陆战队第542战斗机攻击中队（英语：VMFA-542）

  - 米拉马海军陆战队航空站
    - 美国海军陆战队第502战斗机攻击训练中队（英语：VMFAT-502）

### F-35C
美国
- 美国海军陆战队 – 计划总共采购80架。[29][45]
  - 埃格林空军基地（佛罗里达州）

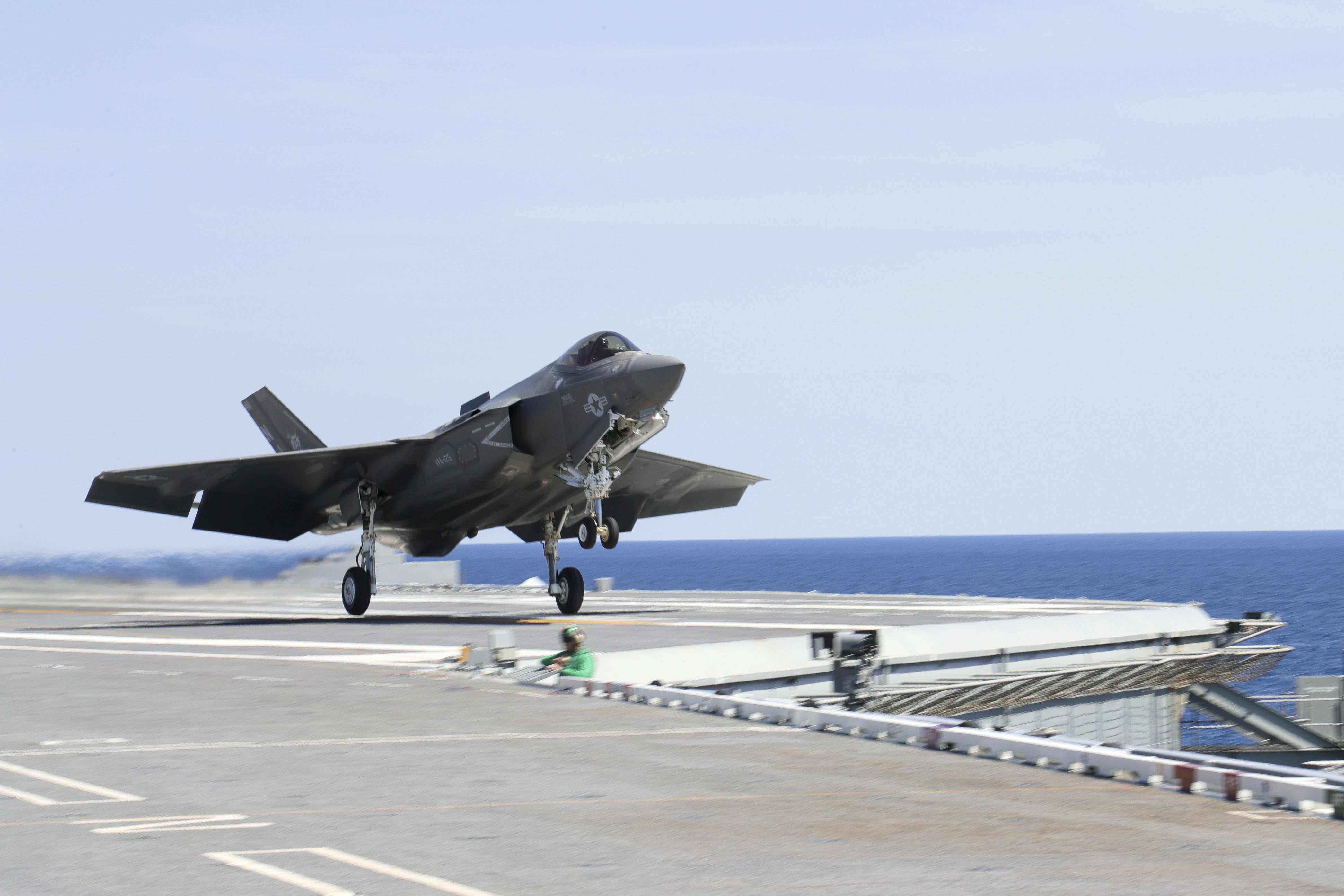
美国海军的F-35C由亚伯拉罕·林肯号航空母舰起飞

    - 美国海军第101战斗机攻击中队（英语：VFA-101）（2013至2019年，训练海军、海军陆战队的F-35C飞行员）[102]

  - 樱桃角航空站（英语：Marine Corps Air Station Cherry Point）
    - 美国海军陆战队第251战斗机攻击中队（英语：VMFA-251）[103]

  - 米拉马海军陆战队航空站（加利福尼亚州）
    - 美国海军陆战队第311战斗机攻击中队（英语：VMFA-311）[104]
    - 美國海軍陸戰隊第314戰鬥機攻擊中隊
- 美国海军 – 计划总共采购260架。[29][45]
  - 爱德华兹空军基地（加利福尼亚州）
    - 第9空中测试与评估中队[105]

  - 帕图森河海军航空站（马里兰州）
    - 美国海军第23测试与评估中队（英语：VX-23）[106]

  - 埃格林空军基地（佛罗里达州）
    - 美国海军第101战斗机攻击中队（英语：VFA-101）（2013至2019年)[102][107]

  - 勒穆尔海军航空站（英语：NAS Lemoore）（加利福尼亚州）
    - 美国海军第86战斗机攻击中队（英语：VFA-86）[108]
    - 美国海军第97战斗机攻击中队（英语：VFA-97）[109]
    - 美国海军第115战斗机攻击中队（英语：VFA-115）[110]
    - 美国海军第125战斗机攻击中队（英语：VFA-125）[111]
    - 美国海军第147战斗机攻击中队（英语：VFA-147）[112]

### 基于舰船的运作平台
除了前面提到的机场，部分F-35型号在全球范围还可使用以下基于舰船的运作平台：
- 埃塞克斯号两栖攻击舰（英语：USS Essex (LHD-2)）
- 黄蜂号两栖攻击舰（英语：USS Wasp (LHD-1)）
- 美利坚号两栖攻击舰
- 伊麗莎白女王號航空母艦
- 威爾斯親王號航空母艦 (R09)
- 卡爾·文森號航空母艦
- 加富尔号航空母舰
- 第里雅斯特號兩棲突擊艦[114]
- 马金岛号两栖攻击舰
- 亞伯拉罕·林肯號航空母艦
- 的黎波里号两栖攻击舰
- 拳师号两栖攻击舰（英语：USS Boxer (LHD-4)）（预计2023年）
- 喬治·華盛頓號航空母艦（预计2023年）
- 基萨奇山号两栖攻击舰（预计2024年）
- 西奧多·羅斯福號航空母艦（预计2025年）
- 約翰·C·史坦尼斯號航空母艦（预计2025年）
- 巴丹号两栖攻击舰（英语：USS Bataan (LHD-5)）（预计2026年）
- 福特號航空母艦（预计2026年）
- 布甘维尔号两栖攻击舰（英语：USS Bougainville (LHA-8)）（预计2026年）
- 出雲號護衛艦（预计2027年）
- 加賀號護衛艦